# Mariam Kolga
Mariame Kolga, née le 31 mai 1983, est une joueuse internationale de basket-ball de Côte d'Ivoire.

## Clubs
- CSA